# BIG NEWS SHOW いま世界は
『BIG NEWS SHOW いま世界は』（ビッグニュースショー いませかいは）は、テレビ朝日系列で放送された報道番組である。

## 概要
1980年代に入り、民放キー局は夜の最終版ニュース番組の番組構成を、それまでのストレートニュース形式からワイドニュース形式の番組への転換を行っていた。テレビ朝日は、1980年4月に本番組を開始。番組にはニューヨークと東京を2元生中継で結び、世界の世相をリアルタイム、かつジャーナリスティックに伝えるという演出手法が取り入れられた。
本番組は安藤優子が上智大学在学中にテレビ朝日のプロデューサーからスカウトされたことをきっかけとして初めて出演したテレビ番組であり、2015年4月現在テレビ朝日の代表取締役会長兼CEOである早河洋がディレクターを務めた。
1982年4月21日にテレビ朝日はCNNとニュースソース交換等の業務協定を結び、1983年3月に本番組の終了以降は『TVスクープ』を経て、1985年10月から開始された『ニュースステーション』でも本番組の内容を踏襲し、内田忠男によるニューヨークレポートや安藤もごく初期のころ、CNN国際ニュースを担当する等していた。轡田隆史もコメンテーターとして出演していた。
また、2010年10月から2017年9月までこのコンセプトをほぼ流用した『いま世界は』（BS朝日）というワイド報道・情報番組が放送された。

## 放送時間
- 金曜 23:20 - 24:10（1980年4月 - 1980年9月）
- 金曜 23:15 - 24:05（1980年10月 - 1982年3月）
- 金曜 23:00 - 23:50（1982年4月 - 1983年3月）

## 出演者

### キャスター
- 内田忠男（ジャーナリスト）[1]※ニューヨーク側
- 轡田隆史（当時：朝日新聞社論説委員）[1]、安藤優子[1]※東京側

## ネット局
- テレビ朝日